# Pere Aznar Ruiz
Pere Aznar Ruiz (València, 1981) és un humorista, guionista i presentador de televisió valencià.
Va iniciar els estudis universitaris de periodisme tot i que no els va finalitzar. Amb 17 anys s'inicia a la ràdio amb un magazine humorístic a LP Punto Ràdio d'on va donar el salt a la televisió Canal 9 com a guionista i col·laborador de late night Efecte Palomar de Ramón Palomar i després presentant Poble Show. Però el programa que li va donar popularitat fou Assumptes Interns d'À Punt de la mà de la productora catalana El Terrat amb qui va treballar com a col·laborador en el programa Late Motive d'Andreu Buenafuente. També ha col·laborat en programes de ràdio com La Ventana i A vivir que son dos días en la Cadena SER o Hoy empieza todo de Radio 3 de Radio Nacional d'Espanya.
El 2023 va publicar el llibre Beber en que confesava la seua adicció a l'alcohol i com ho havia aconseguit deixar.